# María de las Nieves de Borbón-Parma
La princesa María de las Nieves de Borbón-Parma (en francés: Marie des Neiges de Bourbon-Parme; París, 29 de abril de 1937) es una aristócrata, ornitóloga y activista franco-española. Es la hija menor del príncipe Javier, duque de Parma y Madeleine de Borbón-Busset. Miembro del Partido Carlista, apoyó las reformas izquierdistas del partido realizadas por su hermano mayor, el príncipe Carlos Hugo, y rechazó la facción conservadora del partido creada por su hermano menor, el príncipe Sixto Enrique. En su juventud, fue una destacada socialité de la sociedad parisina. María de las Nieves tiene un doctorado en biología y trabajó como ornitóloga. Es poseedora de la Gran Cruz de la Sagrada Orden Militar Constantiniana de San Jorge, la Gran Cruz de la Orden del Mérito bajo el título de San Luis y de la Gran Cruz de la Orden de la Legitimidad Proscrita.

## Primeros años y familia
La princesa María de las Nieves de Borbón-Parma nació en París el 29 de abril de 1937, hija del príncipe Javier, duque de Parma y Piacenza y de Madeleine de Borbón-Busset. Su padre era el duque titular de Parma, pretendiente carlista al trono español y jefe de la Casa de Borbón-Parma. Su madre era hija de Jorge Luis de Bourbon-Busset, conde de Lignières y miembro de la línea no dinástica Borbón-Busset de la Casa de Borbón. Es hermana del príncipe Carlos Hugo, la princesa María Francisca, la princesa María Teresa, la princesa Cecilia María y el príncipe Sixto Enrique.
A lo largo de su juventud, participó activamente en la sociedad y asistió a varios bailes, incluido el Baile de París celebrado en la Embajada de Francia en Bruselas. Fue educada en los Estados Unidos y en Quebec. En 1964, asistió a la boda de la princesa Irene de Holanda y su hermano, el príncipe Carlos Hugo, en Roma. 

## Activismo
Carlista, apoyó las reformas progresistas de su hermano, Carlos Hugo, junto a sus hermanas Cecilia María y María Teresa para transformar el carlismo. Denunció la agenda tradicionalista y la reivindicación carlista de su hermano, Sixto Enrique.  Asistió a reuniones carlistas en toda España para apoyar causas políticas. María de las Nieves presidió una importante reunión de carlistas en Montejurra en 1974. Estuvo presente en los sucesos de Montejurra del 9 de mayo de 1976. Como recompensa por su arduo trabajo por el carlismo y España, su padre la nombró condesa del Castillo de la Mota.
En 1976 fue expulsada de España: sin embargo, no le importó la orden y, en respuesta, visitó la ciudad española de Santander, en la que permaneció dos días y donde asistió a actos carlistas y conoció a grandes personalidades del carlismo.
En 1977 su madre acusó a sus hermanos Carlos Hugo y Cecilia de secuestrar a su padre don Javier, que falleció poco después, y obligarle a firmar una declaración contraria a los principios tradicionalistas.Poco después María de las Nieves fue repudiada por su madre y desheredada prohibiéndosele asistir a su funeral y entierro en el castillo de Lignières en 1984 al contrario que su hermana mayor María Francisca y su hermano Sixto Enrique que se mantuvieron leales al tradicionalismo político.

## Años recientes
En 2016, María de las Nieves visitó las antiguas tierras ducales de Parma y fue recibida por el alcalde de la ciudad de Fontanellato, Francesco Trivelloni. Anteriormente había visitado Parma para asistir al bautizo de su sobrino nieto, el príncipe Carlos Enrique de Borbón-Parma, el hijo pequeño de Carlos Javier de Borbón-Parma, de quien fue nombrada madrina. En 2018, María de las Nieves, María Teresa y Cecilia María se reconciliaron con su hermana, María Francisca.
En marzo de 2020, tras la muerte de su hermana María Teresa, María de las Nieves se convirtió en la nueva presidenta del  Academia de Monferrato en Italia, cargo que había ostentado María Teresa hasta su muerte.

## Honores y distinciones
Ha sido galardonada con la Gran Cruz de la Sagrada Orden Militar Constantiniana de San Jorge, la Gran Cruz de la Orden del Mérito bajo el título de San Luis y la Gran Cruz de la Orden de la Legitimidad Proscrita.